# Fritz Zwicky
Fritz Zwicky (Varna, 14 de fevereiro de 1898 — Pasadena, 8 de fevereiro de 1974) foi um astrônomo suíço. Trabalhou a maior parte de sua vida no Instituto de Tecnologia da Califórnia nos Estados Unidos, onde realizou trabalhos fundamentais em astronomia teórica e observacional. Em 1933, Zwicky foi o primeiro astrónomo a usar o teorema do virial para efetuar inferências sobre a existência da não-observada matéria escura, descrevendo-a como "dunkle Materie".
Zwicky dedicou uma grande parte da sua vida à investigação sobre as galáxias e à produção de catálogos das mesmas. De 1961 a 1968 publicou conjuntamente com colegas do California Institute of Technology de Pasadena os volumes do seu Catalogue of galaxies and of clusters of galaxies.

## Biografia
Fritz Zwicky nasceu em Varna, então uma cidade do Principado da Bulgária, filho de pai suíço. O seu pai, Fridolin (n. 1868), foi um industrialista proeminente na cidade búlgara, e também serviu como embaixador da Noruega em Varna (1908-1933). A casa da sua família em Varna fora desenhada e construída por Fridolin Zeicky. A mãe de Fritz, Franziska Vrček (n. 1871), era de etnia checa do Império Austro-Húngaro. Fritz foi o mais velho de três irmãos: o seu irmão mais novo chamava-se Rudolf e a sua irmã Leoni. A sua mãe morreu em Varna em 1927 e o seu pai continuou em Bulgária até 1945, quando voltou para a Suíça. Leoni casou com um búlgaro de Varna e viveu a sua vida inteira na cidade. Zwicky era ateu.

### Catálogo de galáxias e aglomerados
Zwicky devotou em um tempo considerável na procura de galáxias e na produção de catálogos. De 1961 a 1968, ele e seus colegas publicaram seis volumes do Catálogo de galáxias e de aglomerados de galáxias, todos eles publicados na cidade de Pasadena, pelo Instituto de Tecnologia da Califórnia.
1. Zwicky, F.; Herzog, E.; Wild, P. (1961), Catalogue of Galaxies and of Clusters of Galaxies, 1, California Institute of Technology, Bibcode:1961cgcg.book.....Z
2. Zwicky, F.; Herzog, E.; Wild, P. (1963), Catalogue of Galaxies and of Clusters of Galaxies, 2, California Institute of Technology, Bibcode:1963cgcg.book.....Z
3. Zwicky, F.; Herzog, E.; Wild, P. (1966), Catalogue of Galaxies and of Clusters of Galaxies, 3, California Institute of Technology, Bibcode:1966cgcg.book.....Z
4. Zwicky, F.; Herzog, E., Catalogue of Galaxies and of Clusters of Galaxies, 4, California Institute of Technology
5. Zwicky, F.; Karpowicz, M.; Kowal, C.T. (1965), Catalogue of Galaxies and of Clusters of Galaxies, 5, California Institute of Technology, Bibcode:1965cgcg.book.....Z
6. Zwicky, F.; Kowal, C.T. (1968), Catalogue of Galaxies and of Clusters of Galaxies, 6, California Institute of Technology, Bibcode:1968cgcg.bookR....Z

## Prémios e honrarias
- 1972 — Medalha de Ouro da Royal Astronomical Society.[6]
- O asteroide 1803 Zwicky e a cratera lunar Zwicky foram assim designados em sua homenagem.

## Publicações
Zwicky produziu centenas de publicações ao longo de sua carreira, cobrindo uma grande gama de tópicos. Esta breve seleção, com comentários, dá uma amostra de seu trabalho.
- Zwicky, F. (1929), «On the Red Shift of Spectral Lines through Interstellar Space», Proceedings of the National Academy of Science, 15 (10): 773–779, Bibcode:1929PNAS...15..773Z, PMC 522555, PMID 16577237, doi:10.1073/pnas.15.10.773. Este é o artigo que propõe um modelo de luz cansada para explicar a Lei de Hubble. (full article)
- Baade, W.; Zwicky, F. (1934), «On Super-novae», Proceedings of the National Academy of Science, 20 (5): 254–259, Bibcode:1934PNAS...20..254B, PMC 1076395, PMID 16587881, doi:10.1073/pnas.20.5.254 e Baade, W.; Zwicky, F. (1934), «Cosmic Rays from Super-novae», Proceedings of the National Academy of Science, 20 (5): 259–263, Bibcode:1934PNAS...20..259B, doi:10.1073/pnas.20.5.259. Esses artigos introduzem, consecutivamente, a noção de uma supernova e de uma estrela de nêutrons
- Zwicky, F. (1938), «On Collapsed Neutron Stars», Astrophysical Journal, 88: 522–525, Bibcode:1938ApJ....88..522Z, doi:10.1086/144003. A ideia de uma estrela de nêutrons, anteriormente publicada, é explicada juntamente com a ideia de massa crítica estelar e buracos negros.
- Zwicky, F. (1939), «On the Formation of Clusters of Nebulae and the Cosmological Time Scale», Proceedings of the National Academy of Science, 25 (12): 604–609, Bibcode:1939PNAS...25..604Z, doi:10.1073/pnas.25.12.604. Zwicky argues that the shape of nebulae indicate a universe far older than can be accounted for by an expanding universe model.
- Zwicky, F. (1941), «A Mosaic Objective Grating for the 18-inch Schmidt Telescope on Palomar Mountain», Publications of the Astronomical Society of the Pacific, 53: 242–244, Bibcode:1941PASP...53..242Z, doi:10.1086/125331. Zwicky was a great advocate for the use of the wide angle Schmidt telescope, which he used to great effect to make many discoveries.
- Zwicky, F. (1945), Report on certain phases of war research in Germany, Aerojet Engineering Corp. Zwicky did work on jet propulsion and other matters with Aerojet corporation during and after the war.
- Zwicky, F. (1957), Morphological astronomy, Springer-Verlag. In this book Zwicky gives free rein to his ideas on morphological research as a tool for making discoveries in astronomy.
- Zwicky, F. (1958), «Nuclear Goblins and Flare Stars», Publications of the Astronomical Society of the Pacific, 70: 506–508, Bibcode:1958PASP...70..506Z, doi:10.1086/127284. As well as proposing neutron stars, Zwicky also proposed unstable aggregations of neutron density matter within larger stars.
- Zwicky, F. (1969), Discovery, invention, research through the morphological approach, MacMillan. Zwicky also proposed that the morphological approach could be applied to all kinds of issues in disciplines going far beyond basic science.